# Commune (Sénégal)
Les communes du Sénégal sont des collectivités locales du Sénégal, au même titre que les communes d'arrondissement, les régions et les communautés rurales, contrairement aux villages, aux arrondissements et aux départements qui sont des circonscriptions administratives.
Au Sénégal les premières communes ont été créées à la fin du XIXe siècle par l'administration coloniale, notamment celles désignées par l'appellation « Quatre communes », c'est-à-dire Saint-Louis, Gorée, Dakar et Rufisque. Par la suite, leur statut a subi une série de modifications et leur nombre n'a cessé de croître. Il y en avait 34 à la veille de l'indépendance, il y en a 113 depuis 2008.
Elles sont aujourd'hui administrées par un maire élu, assisté d'un conseil municipal également élu. Leur mandat est de cinq ans.
Par la loi du 28 décembre 2013, il est décidé de procéder à la communalisation intégrale par l’érection des communautés rurales et des communes d’arrondissement en communes. Le pays compte dès lors, 552 communes et 5 villes soit 557 conseils municipaux.
Les dernières élections municipales ont eu lieu le 29 juin 2014 et consacrent l'entrée en vigueur de l'acte III de la décentralisation. Les conseils régionaux disparaissent et se mettent en place des conseils départementaux. Toutes les anciennes communautés rurales sont devenues communes, d'où l'appellation de « communalisation intégrale ».

## Histoire
Les communes de Saint-Louis et Gorée sont créées le 10 août 1872. Puis c'est au tour de Rufisque et de Dakar, respectivement créées en 1880 et 1887. Les habitants de ces Quatre communes bénéficient d'un statut privilégié. Ces premières communes, dites « de plein exercice », s'inspirent directement du modèle de la commune française.
Cependant d'autres villes, telles que Thiès, Kaolack et Ziguinchor, prennent une importance croissante tant du fait de leur essor démographique – elles sont plus peuplées que Gorée ou Rufisque – que de leur intérêt économique. Un décret de 1891 ouvre la possibilité de les promouvoir au rang de « communes mixtes », par différence avec les « communes de plein exercice ». Sont ainsi créées Thiès, Louga et Tivaouane (1904) ; Ziguinchor (1907) ; Mekhe (1911) ; Fatick, Foundiougne et Kaolack (1917) ; Diourbel (1918) ; Kébémer et Khombole (1925) ; Bambey, Mbour et Gossas (1926). Dans un premier temps seules les villes situées dans la région côtière peuvent devenir communes mixtes, mais ces dispositions sont étendues à l'ensemble des colonies de l'AOF en 1929. Ces communes sont dotées d'un administrateur-maire et d'une Commission municipale – et non d'un Conseil municipal – dont les membres étaient nommés par le Gouverneur jusqu'en 1939. Ils sont élus à partir de cette date. Une nouvelle vague de créations intervient en 1952 avec Kolda, Mbacké, Guinguinéo, Tambacounda, Matam et Podor.
La loi du 18 novembre 1955 portant réorganisation municipale en AOF marque une étape décisive dans le processus de décentralisation : elle réorganise les quatre premières communes, institue des « communes de moyen exercice », dont le maire est un fonctionnaire nommé et le Conseil municipal élu, et érige d'autres localités en communes de plein exercice.
Au moment de l'indépendance en 1960, le Sénégal compte 34 communes, toutes de plein exercice. En 1961, Gorée ayant été rattachée à Dakar, il n'y en a plus que 33.
La loi no 66-64 du 30 juin 1966 définit le Code de l'administration communale et, dans son article 3, stipule que constitue une commune toute localité dont la population est au moins égale à 1 000 habitants et ayant atteint un niveau de développement lui permettant d'avoir des ressources propres à l'équilibre de son budget. Les communes sont considérées comme des personnes morales de droit public. À cette date, les 33 communes sont, dans l'ordre alphabétique, Bakel, Bambey, Bignona, Dagana, Dakar, Diourbel, Fatick, Foundiougne, Gossas, Guinguinéo, Joal-Fadiouth, Kaolack, Kaffrine, Kébémer, Kédougou, Khombole, Kolda, Linguère, Louga, Matam, Mbacké, Mbour, Meckhé, Nioro du Rip, Oussouye, Podor, Saint-Louis, Sédhiou, Tambacounda, Thiès, Tivaouane, Vélingara et Ziguinchor.
En 1983 le décret no 83-1128 crée trois communes à la place de l'ancienne commune de Dakar : Dakar, Pikine et Rufisque. En 1990, par le décret no 90-1134 du 8 octobre 1990, Guédiawaye et Bargny sont détachées de Pikine et Rufisque et érigées en communes. Le décret no 90-1135 du 8 octobre 1990 porte création de 9 communes : Dahra, Koungheul, Ourossogui, Ndioum, Thionck-Essyl, Goudomp, Marsassoum, Diofior et Pout.
La loi no 96-752 du 5 septembre 1996 crée 12 communes supplémentaires : Kahone, Passy, Gandiaye, Ndoffane Laghème, Thilogne, Waoundé, Kanel, Golléré, Semmé, Nguékhokh, Thiadiaye et Sébikotane.
Le décret no 2002-171 du 21 février 2002 procède à 7 nouvelles créations (Diamniadio, Mboro, Kayar, Ranérou, Rosso, Diawara et Niandane), portant ainsi à 67 le nombre de communes urbaines.
Le décret no 2008-748 du 10 juillet 2008 accroît de manière significative le nombre de communes – désormais 108 – avec 41 créations : Karang Poste, Soum, Nganda, Birkelane, Malem Hodar, Keur Madiabel, Saraya, Salemata, Médina Yoro Foulah, Pata, Dabo, Salikégné, Saré Yoba Diéga, Kounkané, Diaobé-Kabendou, Guéoul, Sinthiou Bamambé-Banadji, Dembancané, Hamady Hounaré, Mpal, Ross Béthio, Gaé, Mboumba, Guédé Chantier, Démette, Galoya Toucouleur, Diannah Malary, Samine, Tanaff, Diattacounda, Bounkiling, Madina Wandifa, Kidira, Goudiry, Kothiary, Koumpentoum, Saly Portudal, Ngaparou, Somone, Popenguine et Diouloulou.
Six mois plus tard, le 31 décembre 2008, soit quelques semaines avant les élections locales du 22 mars 2009, la communalisation de cinq nouvelles localités est décrétée, compte tenu de leurs potentialités économiques, de leur position géographique et de leur taille démographique, l'une dans le département de Koumpentoum, Malem Niani, et les quatre autres dans le département de Podor : Aéré Lao, Pété, Walaldé et Bodé Lao.
Depuis cette date, le Sénégal compte 113 communes dites « communes de ville », auxquelles s'ajoutent 46 communes d'arrondissement pour les très grandes villes.

## Organisation
Le territoire national est constitué, globalement, de 571 collectivités locales réparties en 14 régions, 172 communes dont 46 communes d’arrondissement et de 385 communautés rurales.
Ces collectivités sont subdivisées en 182 circonscriptions administratives articulées autour des trois niveaux de déconcentration territoriale, à savoir : l’arrondissement (123), le département (45) et la région (14). Elles sont dirigées par des autorités déconcentrées, nommées par l’Etat qu’elles représentent au niveau de ces différentes circonscriptions.

## Liste des communes du Sénégal
La liste ci-dessous est celle qui était en vigueur lors des élections municipales du 22 mars 2009. Depuis 2013, les anciennes communautés rurales sont érigées en communes.

### Région de Dakar
- Département de Dakar : Dakar (capitale nationale, chef-lieu de région et de département, commune spéciale divisée en 19 communes d'arrondissement)
- Département de Guédiawaye : Guédiawaye (chef-lieu de département, commune spéciale divisée en 5 communes d'arrondissement)
- Département de Pikine : Pikine (chef-lieu de département, commune spéciale divisée en 16 communes d'arrondissement)
- Département de Rufisque : Rufisque (chef-lieu de département, commune spéciale divisée en 3 communes d'arrondissement), Bargny, Diamniadio, Sébikhotane

### Région de Diourbel
- Département de Diourbel : Diourbel (chef-lieu de région et de département)
- Département de Bambey : Bambey (chef-lieu de département)
- Département de Mbacké : Mbacké (chef-lieu de département)

### Région de Fatick
- Département de Fatick : Fatick (chef-lieu de région et de département), Diofior
- Département de Foundiougne : Foundiougne (chef-lieu de département), Karang Poste, Passy, Sokone, Soum
- Département de Gossas : Gossas (chef-lieu de département)

### Région de Kaffrine
- Département de Kaffrine : Kaffrine (chef-lieu de région et de département), Nganda
- Département de Birkelane : Birkelane (chef-lieu de département)
- Département de Koungheul : Koungheul (chef-lieu de département)
- Département de Malem-Hodar : Malem-Hodar (chef-lieu de département)

### Région de Kaolack
- Département de Kaolack : Kaolack (chef-lieu de région et de département), Gandiaye, Kahone, Ndoffane, Sibassor
- Département de Guinguinéo : Guinguinéo (chef-lieu de département), Mboss, Fass
- Département de Nioro du Rip : Nioro du Rip (chef-lieu de département), Keur Madiabel

### Région de Kédougou
- Département de Kédougou : Kédougou (chef-lieu de région)
- Département de Salemata : Salemata (chef-lieu de département)
- Département de Saraya : Saraya (chef-lieu de département)

### Région de Kolda
- Département de Kolda : Kolda (chef-lieu de région et de département), Dabo, Salikégné, Saré Yoba Diéga
- Département de Médina Yoro Foulah : Médina Yoro Foulah (chef-lieu de département), Pata
- Département de Vélingara : Vélingara (chef-lieu de département), Kounkané, Diaobé-Kabendou

### Région de Louga
- Département de Louga : Louga (chef-lieu de région et de département), Ndiagne, Niomré
- Département de Kébémer : Kébémer (chef-lieu de département), Guéoul
- Département de Linguère : Linguère (chef-lieu de département), Dahra

### Région de Matam
- Département de Matam : Matam (chef-lieu de région et de département), Ourossogui, Thilogne, Agnam Civol-Bokidiawé
- Département de Kanel : Kanel (chef-lieu de département), Dembakané, Hamady Hounaré, Semmé-Aouré-Bokiladji, Sinthiou Bamambé-Banadji, Waounde, Odobéré
- Département de Ranérou-Ferlo : Ranérou (chef-lieu de département)

### Région de Saint-Louis
- Département de Saint-Louis : Saint-Louis (chef-lieu de région et de département), Mpal
- Département de Dagana : Dagana (chef-lieu de département), Gaé, Richard-Toll, Ross Béthio, Rosso
- Département de Podor : Podor (chef-lieu de département), Aéré Lao, Bodé Lao, Démette, Galoya Toucouleur, Golléré, Guédé Chantier, Mboumba, Niandane, Ndioum, Pété, Walaldé,Dodel,Méry,Guédé village, Ndiayène Pendao,Doumga Lao,Madina Ndiathbé,Mbolo Birane,Boké Dialloubé,Fanaye,Gamadji,

### Région de Sédhiou
- Département de Sédhiou : Sédhiou (chef-lieu de région et de département), Diannah Malary, Marsassoum
- Département de Bounkiling : Bounkiling (chef-lieu de département), Madina Wandifa
- Département de Goudomp : Goudomp (chef-lieu de département), Diattacounda, Samine, Tanaff

### Région de Tambacounda
- Département de Tambacounda : Tambacounda (chef-lieu de région et de département)
- Département de Bakel : Bakel (chef-lieu de département), Diawara, Kidira
- Département de Goudiry : Goudiry (chef-lieu de département), Kothiary
- Département de Koumpentoum : Koumpentoum (chef-lieu de département), Malem Niani

### Région de Thiès
- Département de Thiès : Thiès (chef-lieu de région et de département, commune spéciale divisée en 3 communes d'arrondissement), Kayar, Khombole, Pout
- Département de M'bour : divisé en 8 communes M'bour (chef-lieu de département), Joal-Fadiouth, Ngaparou, Nguékhokh, Popenguine-Ndayane, Saly Portudal, Somone, Thiadiaye, et 8 communautés rurales Diass, Fissel, Malicounda, Ndiaganiao, Nguéniène, Sandiara, Séssène, Sindia.
- Département de Tivaouane : Tivaouane (chef-lieu de département), Mboro, Meckhe

### Région de Ziguinchor
- Département de Ziguinchor : Ziguinchor (chef-lieu de région et de département)
- Département de Bignona : Bignona (chef-lieu de département), Thionck-Essyl, Diouloulou
- Département d'Oussouye : Oussouye (chef-lieu de département)